# Бобровский, Григорий Михайлович
Григо́рий Миха́йлович Бобро́вский (17 [29] ноября 1873, Витебск — 1942, Ленинград) — российский советский живописец и педагог, член Ленинградского Союза художников.

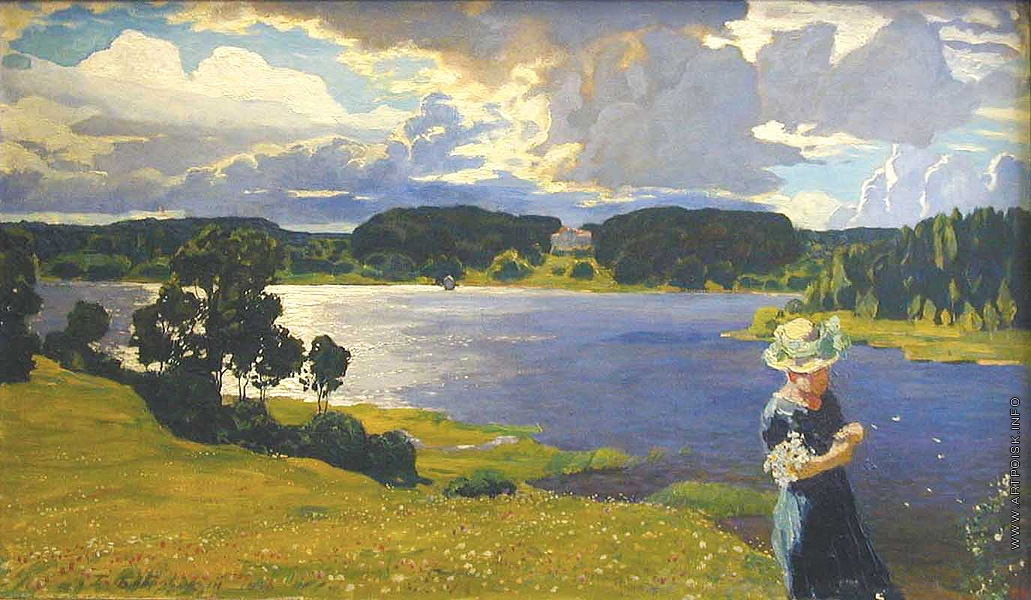
У реки

## Биография
Григорий Михайлович Бобровский родился 17 ноября 1873 года в Витебске. В 1887—1893 был семинаристом Витебской духовной семинарии. В 1893 приехал в Петербург и поступил в Высшее художественное училище при Императорской Академии художеств, где был учеником Ильи Репина. Окончил Высшее художественное училище в 1900 году с присвоением звания художника за картину «Вечер». В 1902—1904 преподавал в Харьковской Школе рисования и живописи.
После возвращения в 1904 в Петербург преподавал в Рисовальной школе Общества Поощрения художеств. Участвовал в выставках с 1899 года. В 1901 был одним из членов-учредителей «Артели художников СПб». Был также экспонентом Московского товарищества художников (1901—1903), «Нового Общества художников» (1909), «Мира искусства» (1910—1911), «Союза русских художников» (1912—1917), группы «Шестнадцать». Участвовал в выставках русского искусства в Мюнхене, где был отмечен Малой и Большой золотыми медалями (1911, 1913) и Нью-Йорке (1924). В 1916 Бобровскому было присвоено звание Академика.
В первые послереволюционные годы Бобровский участвует в праздничном оформлении Петрограда, избирается председателем первого профсоюза художников Петрограда (СОРАБИС). В 1923 примкнул к АХРР, участвовал в выставках 1923, 1926, 1928 годов. Одновременно в 1921—1929 преподавал в ПГСХУМ — ВХУТЕМАС — ВХУТЕИН. В 1932 становится членом образованного в том же году Ленинградского Союза художников. Участвовал в крупнейших ленинградских и всесоюзных выставках 1930-х годов. Автор картин «Портрет А. А. Прохоровой» (1911), «Портрет Самойловой» (1912), «Неаполитанский порт» (1915), «Пустынный берег. Крым», «Портрет Ф. И. Шаляпина» (обе 1916), «Дорога» (1927), «Строят» (1932), «Зима. Водопой» (1933), «С. М. Киров на строительстве ЦПКО в Ленинграде», «Академик А. Ф. Иоффе в своей лаборатории» (обе 1936). После войны, в 1947 году, в залах Ленинградского Союза художников состоялась персональная выставка произведений Г. М. Бобровского.
После начала Великой Отечественной войны Г. М. Бобровский оставался в Ленинграде. Умер в январе-феврале 1942 года от дистрофии в своей мастерской.
Произведения Г. М. Бобровского находятся в Корпоративной коллекции Белгазпромбанка в Минске, в Русском музее, Вологодской и Новосибирской областных картинных галереях, в Астраханской картинной галерее, в Музее изобразительных искусств республики Карелия, в частных собраниях в России и за рубежом.